# Lygus rugulipennis
Lygus rugulipennis är en insektsart som beskrevs av Bertil Robert Poppius 1911. Lygus rugulipennis ingår i släktet Lygus och familjen ängsskinnbaggar. Arten är reproducerande i Sverige. Inga underarter finns listade i Catalogue of Life.

## Bildgalleri

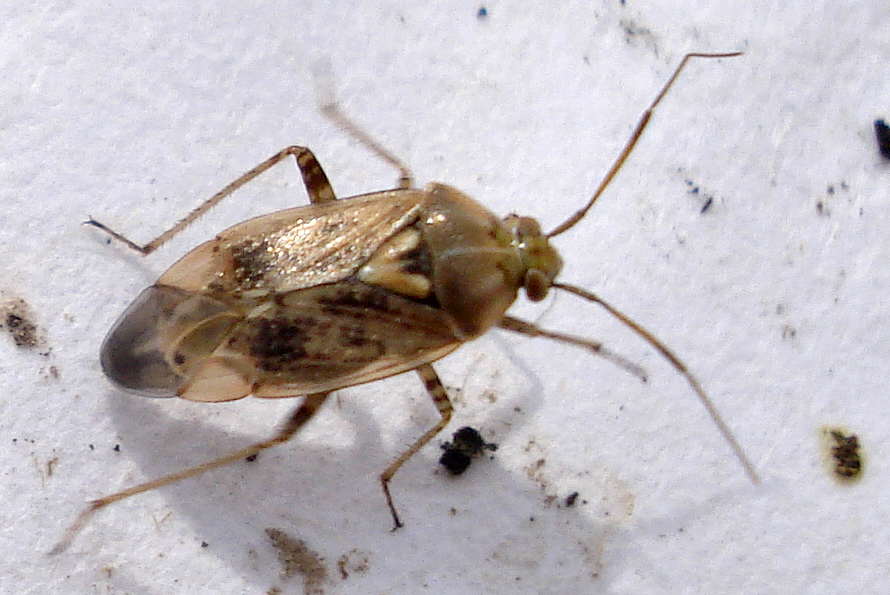